# 大倉本館
大倉本館（おおくらほんかん）は、東京都中央区銀座二丁目にある中央建物（旧：大倉鉱業）が管理運営する複合ビル。4代目として建て替えられ、2016年（平成28年）10月1日グランドオープンした。

## 概要
大倉財閥の創始者である大倉喜八郎は、乾物商を経て鉄砲商に転身し、戊辰戦争時に商才を発揮して巨利を得て、欧米を外遊。そこで、岩倉使節団の一行と遭遇し、伊藤博文など次世代の有望政治家と交友を深め、政商として活躍する人脈の基盤をつくった。喜八郎は帰国後、1873年（明治6年）に大倉組商会を設立し、貿易商を営み、1882年（明治15年）この地に初代大倉本館が建設された。
今回の計画はその大倉本館の4代目の建て替えにあたり、世界屈指のラグジュアリーブランドが立ち並ぶプラチナコーナーと呼ばれる銀座二丁目の一角に、2016年10月1日グランドオープンした。
外装
計画の推進に際しては、事業主である中央建物を中心に、キーテナントであるカルティエも参画したワーキンググループが結成され、テナント専有部分の外装デザインは、フランスの建築家であるシルヴァン・デュビソンがファサードデザイナーとして基本計画を担当。計画当初からモックアップ確認等を重ね大成建設設計・施工チームとの協働を重ね実現に至った。 
カルティエの店舗にあたる1～3階部分の低層部はパリ本店に見られるような石材をベースとしたシックなブティックを体現。一方他のテナントの入居する4階以上は、 カルティエのブランドイメージと日本意匠の融合を意識した障子を思わせるフレームと横ルーバーによるデザインとなっている。
ブランドファサードは、将来、何度かリニューアルが行われることを想定し、テナントが入居した状態で外装の更新を行えることを念頭に、アルミカーテンウォールの止水ライン外側にブラケットを出し外装材を支持する構造を持つアタッチメントスキンを採用し、将来の更新に対しフレキシビリティを持つファサードを実現した。
制震
制震構造として「付加価値として安全性を高めたい」というビルオーナーの要望に対して、一般の制震装置によるシステムを用いると貸室面積を減らしてしまう欠点があった。その課題に対して、大成建設ではテナント専有部に影響を出さない新たな制震装置の開発に取り組んだ。採用した新制震デバイスは、大梁の端部に地震のエネルギーを吸収し揺れを低減する目的で低降伏点鋼を取り付けたもので、天井内に納まり、テナントスペースに全く影響しない省スペース型の制震装置である。

### 施設構成
地下1階～地上3階まではキーテナントである「カルティエ銀座ブティック」が入居。4階に日本料理の「銀座吉兆」、12階に飲食店の「bills 銀座」、8階～12階がオフィスフロア、その他診療所、美容サロンで構成される。

## アーク灯
喜八郎は東京電燈に出資した一人で、「電灯がどういうものかを庶民にも知ってほしい」との思いから、大倉本館2階に発電機を置き、建物前（中央通り）に電灯を建てた。その明るさは人々を驚かせ、当時一躍東京の名物となった。この電灯が銀座から消えた時期はわかっておらず、関東大震災時とも戦時中ともいわれている。
1956年（昭和31年）、銀座の歴史遺産を復活させる機運が高まり、初代の記念灯と同じ場所に建てられ、72年、86年と老朽化のたびに建て替えられた。2012年（平成24年）には3代目が撤去されたが、東日本大震災から間もない時期であったため、地域の活動として東京電力から協力が得られず、4代目はつくられないままだった。しかしながら、今回新しい大倉本館のオープンにあたり建設当時の灯のデザインで忠実に再現されることになり、2016年9月26日夕に点灯式が開かれた。設置された4代目は銀座の商店でつくる銀座通連合会が中心となり復活させたもので、高さは11メートル60で、歴代では初めてLED照明が採用された。